# Красный ворон (журнал)
«Красный ворон» — советский еженедельный сатирический журнал. Выходил в Петрограде — Ленинграде с августа 1922 по сентябрь 1924 года как приложение к «Красной газете».

## История
Вначале журнал назывался «Красные огни» и его первый номер вышел 6 августа 1922 года в качестве бесплатного иллюстрированного воскресного приложения к «Красной газете». Издание появилось по инициативе Д. Бедного (Ефим Алексеевич Придворов), В. Воинова, О. Л. д’Ора (наст. фам. Оршер, Иосиф Львович), В. Князева, И. Логинова, И. Садофьева и других авторов петроградского сатирического журнала «Красная колокольня», которые продолжали сотрудничество с «Красной газетой». Для выполнения иллюстраций привлекли художников Б. Антоновского, В. Дени, А. Лебедева (Авель), Д. Моора (Д. С. Орлов) и др.
Первоначальным намерением редакции была публикация иллюстрированных обзоров жизни в России и за рубежом, фотографий, карикатур, шаржей, рисунков и тому подобного материала. Однако с первых номеров в журнале стала преобладать сатира, не охватившая только один отдел — «Наша хроника», где помещались важные события внутрироссийской и заграничной жизни.
Освещались самые разные темы, давались оперативные отклики «на злобу дня». Сотрудники журнала смеялись над белоэмигрантами и им сочувствующими, а также над «императорами» «всея России» Дидерихсом, великим князем Кириллом и другими подобными претендентами на русский престол. Критиковали и внутренних «персонажей», таких как нэпманы и интеллигенты сменовеховского духа. Много места журнал уделял идеологическому и культурному воспитанию широких народных масс, боролся за культурную революцию, вёл антирелигиозную пропаганду.
Значительное внимание уделялось сатире на международном участке: освещались события, связанные с Генуэзской и Гаагской конференциями, подвергались осмеянию попытки иностранных капиталистических государств заглушить на всемирной арене голос молодой Советской республики. Велась борьба с различными «приспешниками мирового капитала» из социалистических партий и т. д. Наряду с этим описывался процесс укрепления престижа современной России на международной арене и возрастания её авторитета в среде пролетариата зарубежных стран.
Журнал боролся с внутренними «отрицательным элементами» советской страны, такими как взяточники, подхалимы, волокитчики и бюрократы, спецы, занимающиеся, как считалось, саботажем, нэпманы-торговцы, «перерожденцы» из членов партии, «дармоеды и ротозеи», всяческие жулики и хулиганы. Но и этим не ограничивались сатирики из «Красных огней»: объектами насмешки служили и «витающие в облаках» работники творческого цеха, интеллигенты-обыватели, которые, как считала редакция и авторы журнала, оторвались от насущных потребностей и нужд трудящегося народа.
«Красные огни» ориентировались на широкие народные слои читателей, а среди них в первую очередь — на рабочий класс, откуда поступало много критических сигналов. На их материалах полностью формировался специальный отдел «Отрывки из рабочих писем». Имена рабочих корреспондентов — рабкоров — можно было часто встретить и в следующих рубриках:
- «Наши шпильки»,
- «Бытовые мелочи»,
- «С высоты птичьего полёта»,
- «В дни нэпа»,
- «Дела церковные»,
- «Страничка о трестах»,
- «Почтовый ящик» и др.

Литературный отдел издания включал ветеранов «Красной газеты» Д. Бедного, В. Князева, В. Воинова, И. Логинова, а также других сотрудников, таких как С. Гарин (наст. фам. С. Гарфильд), С. Городецкий, О. Л. д’Ор, Вс. Иванов, А. Маслов, Ю. Олеша (Зубило), С. Семенов, Н. Тихомиров, В. Черний (Н. Бренев), В. Чижиков и другие. В художественном отделе трудились Б. Антоновский, Л. Бродаты, В. Козлинский, А. Лебедев (Авель), Г. Пессати (Дымшиц-Толстая, Софья Исааковна), А. Риди, В. Сварог и некоторые другие.
Журнал «Красные огни» регулярно выходил до 26 ноября 1922 года, всего выпущено 16 номеров с одноцветными рисунками, тиражом 60 тыс. экземпляров. Журнал был бесплатным, что способствовало повышению тиража самой «Красной газеты», однако трудности экономического порядка побудили редакцию прекратить выпуск и перейти к изданию платного сатирического журнала с другим названием. Им стал «Красный ворон», вышедший 12 декабря 1922 года. Вокруг него объединились ведущие сатирики Петрограда из «Красной газеты», а также из других изданий. В первые месяцы преобладающим объектом сатиры стал петроградский сатирический журнал «Мухомор», издававшийся частным издательством «Кругозор» и объединивший беспартийную творческую интеллигенцию Петрограда, хотя и критиковавшую спекулянтов-нэпманов, но не понимавшую суть нэпа.
Как и «Красные огни» журнал «Красный ворон» предназначался в основном для рабочей аудитории. Разъяснял политику Советского правительства и компартии, исследовал и разоблачал нелегальную деятельность буржуазии из нэпманов, описывал различные пороки советской жизни, обусловленные оживлением буржуазного предпринимательства и связанных с этим махинаций с валютой, воровства, спекуляции и прочих криминальных дел. Тем не менее, сатирики журнала понимали положительные стороны нэпа как нового, но временного курса экономической политики партии и правительства, наполнившего магазины товарами и тем самым давшим облегчение народу. Однако частное предпринимательство в промышленности и торговле не затеняло для сатириков успехи советской промышленности и хозяйства: кооперативное движение в торговле конкурировало с частником, постепенно вытесняя его; государственные предприятия в составе различных трестов наращивали объёмы выпускаемой продукции. Это давало основания для критики тех, кто увидел в нэпе отступление и чуть ли не капитуляцию перед буржуазией и накопленным ею капиталом.
Сатира «Красного ворона», говоря в советской терминологии, «разоблачала и клеймила позором» все явления жизни, которые по мнению редакции мешали народу создавать и укреплять в России новое общество на принципах социализма. Большое внимание уделялось антирелигиозной работе: критике и нападкам на секты и священно-церковнослужителей, борьбе с дореволюционными бытовыми традициями страны. Нередко ставились вопросы сознательного отношения рабочего класса к труду и всенародной социалистической собственности. Рассматривались, как и в других сатирических изданиях, жилищно-коммунальные вопросы.
Не оставалась без внимания международная жизнь: осмеянию подвергались «международные грабители» лорд Керзон, французский государственный деятель Пуанкаре и другие. Описывалось положение рабочих в капиталистических странах, «угнетение народов» колониальных и зависимых стран, критиковались «буржуазные свободы», подвергалась критике дипломатия иностранных держав, «милитаристские стремления» буржуазных правительств. В то же время журнал не упускал ни малейшего повода для пропаганды успешной работы советской дипломатии.
В журнале имелись следующие постоянные отделы и рубрики:
- «Раешник»,
- «Ящик для жалоб»,
- «Пословицы „Красного ворона“»,
- «Полеты „Красного ворона“ по петроградским заводам»,
- «Раздавленная клюква»,
- «В трех соснах»,
- «За хохолок да на холодок» и др.

Заполнялись они в основном материалами рабкоров, с которыми, как и рабочими читателями, редакция была тесно связана, особенно на первых порах. Неоднократно редакция обращалась к своим читателям с призывами сигнализировать обо всех недостатках и препонах, мешающих им эффективно трудиться и нормально жить. Так, в одном из таких обращений редакция писала: «Будем сообща бороться с волокитой, нераспорядительностью, легкомыслием, взяточничеством, саботажем и отрицательными сторонами нэпа».
Начиная со 2-й половины 1923 года в «Красном вороне» стали сотрудничать старые беспартийные литераторы сатирического цеха из «Мухомора»: Н. Агнивцев, И. Гуревич, М. Зощенко, Л. Лесная (наст. фам. Лидия Озиясовна Шперлинг), Л. Лунц, К. Мазовский, И. Прутков (Б. Жиркович), Е. Пяткин (Е. Венский, Е. Симбирский), М. Раппопорт, А. Скиталец-Яковлев, Я. Соскин, С. Томский, Н. Топуз, А. Флит, А. Френкель, Д. Цензор, И. Ясинский и др. Произведения этих литераторов, как считали советские литературные власти и критики часто не отражали подлинные запросы трудящихся, и отличались узкой тематикой и аполитичностью, привнося в журнал привкус «легковесного смехачества», которое порой граничило с банальным зубоскальством как по поводу явных, так и надуманных пороков жизни советского общества. Это способствовало, как считалось, ослаблению связи журнала с массовым рабочим читателем и снижению эффективности сатиры.
Учитывая это, в начале 1924 года редакция возвращается к рабочей тематике, отказываясь от копания в мелочном быте, публикует меньше произведений писателей-профессионалов, которые способствовали внедрению в сатирическую журналистику Страны Советов традиций старого дореволюционного буржуазного юмора. Существенное преобразование работы редакционной коллегии актуализировало вопрос о реорганизации издания, а потом и об его переименовании.
Кроме упомянутых литераторов, в журнале работали Н. Александровский, М. Андреев, Г. Аркатов, А. Браун, Р. Волженин (В. Некрасов), И. Галкин, Ф. Грошиков, М. Кедров, А. Меньшой, А. Моржов, Н. Окстон, А. Павлов, У. Пятиуглов (общий псевдоним по названию городского перекрёстка «Пять углов», использовавшийся несколькими авторами «Красной газеты», в том числе М. М. Зощенко), М. Слонимский, Д. Тигер, С. Тимошенко, Н. Тихомиров, Н. Тихонов, В. Тоболяков, С. Уманский, К. Федин, А. Чапыгин, Н. Чуковский, В. Шишков, Н. Энгельгардт и др., а также, помимо художников, работавших ещё со времён «Красных огней», С. Маклецов, А. Радаков, Н. Радлов, Г. Эфрос и некоторые другие.
В сентябре 1924 года выпускается последний, сдвоенный номер (№ 35/36), в котором читателя уведомили о готовящемся выходе в свет нового сатирического журнала, названного «Бегемотом» и соответственном закрытии «Красного ворона».